# 石絵未季
石絵 未季（いしえ みき、1978年12月1日 - ）は、日本の元AV女優。
神奈川県出身。  身長：154cm、スリーサイズ：B:86cm(D-65) W:56cm H:87cm。血液型：A型   
趣味：料理   

## 略歴
- 2000年 - 『夢見る頃を過ぎても』でAVデビュー。

## 作品

### アダルトビデオ
- 夢見る頃を過ぎても（2000年3月24日 VHS 、アリスJAPAN）
- プルルン発情期（2000年5月26日 VHS / 2006年7月21日 DVD 、MAX-A / サマンサ）
- ヌードな気分（2000年6月30日 VHS 、MAX-A / サマンサ）
- 淫乳女猫（2000年7月14日 VHS 、トライハート）
- 女尻（2000年8月18日 VHS 、アリスJAPAN）
- 僕の妹レンタル中（2000年9月20日 VHS 、アトラス21）
- No.1（2000年10月23日 VHS 、KUKI / VINL）
- NEO出血大制服64（2000年11月13日 VHS 、アトラス21）
- 姫写 HIME-SYA Special（2001年2月16日 DVD 、トライハート / OFF SIDE）
- ソックリだよ!全員集合!!（2001年2月23日 DVD 、アトラス21）
- NEO出血大制服完全版 VOL.1（2001年3月16日 DVD 、アトラス21）
- コスチュームシンデレラ（2001年4月26日 DVD、笠倉出版社）
- プラチナバストガール 〜巨乳を愛して美乳に恋して〜（2001年6月22日 DVD 、トライハート / SexiA）
- 恥ずかしいコト。（2001年9月22日 DVD 、アウダースジャパン）
- 女尻 CLIMAX 6th（2001年11月16日 VHS 、アリスJAPAN）
- 女尻クライマックス 5（2002年3月22日 DVD 、アリスJAPAN）
- NEO出血大制服ノーカット Vol.8 愛のAVアイドルselection（2003年12月26日 DVD 、アトラス21 / D-jack）
- 僕の妹レンタル中 SPECIAL MIX（2004年5月31日 DVD 、アトラス21 / D-jack）